# Кучеряба, Тихон Александрович
Тихон Александрович Кучеряба (29 июня 1910, Николаевка, Херсонская губерния — 15 марта 1978, Харьков) — Гвардии подполковник Советской Армии, участник Великой Отечественной войны, Герой Советского Союза (1946).

## Биография
Тихон Кучеряба родился 29 июня 1910 года в селе Николаевка (ныне — Ширяевский район Одесской области Украины). После окончания девяти классов школы работал в совхозе. В 1932—1934 годах проходил службу в Рабоче-крестьянской Красной Армии. Демобилизовавшись, окончил сельскохозяйственную школу и аэроклуб в Грозном. В 1938 году Кучеряба окончил курсы комиссаров аэроклубов, в 1940 году — курсы политсостава. В 1941 году Кучеряба повторно был призван в армию. С октября 1942 года — на фронтах Великой Отечественной войны.
К концу войны гвардии капитан Тихон Кучеряба командовал эскадрильей 43-го гвардейского штурмового авиаполка 230-й штурмовой авиадивизии 4-й воздушной армии 2-го Белорусского фронта. За время войны он совершил 120 боевых вылетов на штурмовку скоплений боевой техники и живой силы противника, его важных объектов, нанеся ему большие потери.
Указом Президиума Верховного Совета СССР от 15 мая 1946 года за «мужество и героизм, проявленные при нанесении штурмовых ударов по противнику, за выполненные 120 успешных боевых вылетов» гвардии капитан Тихон Кучеряба был удостоен высокого звания Героя Советского Союза с вручением ордена Ленина и медали «Золотая Звезда».
После окончания войны Кучеряба продолжил службу в Советской Армии. В 1949 году он окончил Высшие офицерские лётно-тактические курсы. В 1957 году в звании подполковника Кучеряба был уволен в запас. Проживал и работал в Харькове. Умер 15 марта 1978 года.

## Награды
- Герой Советского Союза (№ 9009, 15 мая 1946[2]);
- орден Ленина;
- два ордена Красного Знамени (20.09.1944, 14.12.1944);
- орден Отечественной войны I степени (20.07.1944);
- орден Красной Звезды (15.07.1944);
- медали.